# Giovanni Percoco
Giovanni Percoco (Chiaromonte, 31 luglio 1936 – Chiaromonte, 17 febbraio 2022) è stato uno storico, filologo e linguista italiano.
È stato il biografo di Marino di Teana, scultore di origine italiane naturalizzato argentino.

## Biografia
Nato in Basilicata nel 1936, conseguì la maturità classica a Napoli nel 1954 e, successivamente, il diploma magistrale presso l’Istituto Statale "Francesco de Sarlo" di Lagonegro. Dopo aver vinto un concorso statale, iniziò la carriera di insegnante nella scuola primaria, distinguendosi come innovatore nel campo dell’educazione, in particolare per la formazione dei docenti di lingua inglese.
Parallelamente all'attività didattica, Percoco si dedicò alla ricerca dialettologica e alla documentazione degli usi e costumi lucani. Tra i suoi contributi si annoverano lo studio dei dialetti locali e la preservazione della memoria linguistica della Basilicata.

### Studi e attività di ricerca
Appassionato di linguistica, perfezionò la conoscenza di lingue moderne, come il francese, l’inglese, il tedesco, lo spagnolo, il portoghese e l’esperanto, che gli permisero di collaborare con studiosi internazionali. Si distinse particolarmente nel campo della dialettologia e della paremiologia, utilizzando innovativi strumenti di registrazione per raccogliere testimonianze orali dei dialetti lucani.
Negli anni ’80 collaborò con il linguista tedesco Gerhard Rohlfs, contribuendo alla ricerca sul campo in Basilicata. Partecipò inoltre alla stesura del Dizionario storico dei cognomi della Lucania e al Dizionario Dialettale di Basilicata curato da Rainer Bigalke.

### Contributi storici
Percoco si occupò anche di studi storici legati alla Basilicata. Negli anni ’90 curò la traduzione e l’analisi di manoscritti rinvenuti durante i lavori di ristrutturazione della chiesa madre di Chiaromonte, tra cui documenti sui presunti miracoli di Sant’Uopo e il messale proveniente dall'abbazia cistercense di Santa Maria del Sagittario. Quest’ultimo studio lo portò a ricostruire la vita del Beato Giovanni da Caramola, pubblicata nel saggio I luoghi della contea di Chiaromonte dove visse.

### Relazioni con il mondo dell’arte
Nel 1968 incontrò lo scultore Marino di Teana, con il quale instaurò una duratura amicizia e collaborazione. Percoco contribuì alla divulgazione dell’opera dell’artista attraverso pubblicazioni e attività di promozione culturale.
Giovanni Percoco è stato consulente del servizio televisivo Lo spazio Plasmatico di Marino di Teana, realizzato nel 1984 dalla sede regionale RAI per la Basilicata . È stato consulente organizzativo, con Vittorio Sgarbi e Giorgio Segato per dar vita ad una fondazione “Marino di Teana” a Matera. Ha collaborato con Jean Francois Roudillon, Direttore della Galerie Loft di Parigi, e il critico d’arte Malika Vinot alla realizzazione della pubblicazione Monografia-Biografia e catalogo ragionato dell'opera scolpita di Marino di Teana.

## Opere
- Marino di Teana e la sua nuova concezione dello Spazio, Marigliano, Amministrazione Comunale di Teana, 1983

- Chiaromonte e l'antico chiaromontese - Toponomastica dialettale e ipotesi etimologiche, Bella, Istituto Anselmi, 1984

- Rainer Bigalke, Giovanni Percoco, Mille sentenze e detti lucani: con commenti linguistici, storici, letterari ed etnografici, Heidelberg, Carl Winter, 1986

- Marino di Teana. Lo spazio plasmatico, Potenza, Consiglio Regionale di Basilicata, 1989

- I miracolati di Sant’Uopo. Storia lucana del secolo XVII scoperta e rifatta da Giovanni Percoco, Chiaromonte, Figundio, 1993

- Marino di Teana, alla ricerca di se stesso, Teana, Amministrazione Comunale di Teana, 2001

- Giovanni Percoco, Maria Rosaria Percoco, La vita del Beato Giovanni da Caramola, Chiaromonte, Racioppi, 2002

- I luoghi della contea di Chiaromonte dove visse il Beato Giovanni da Caramola (sec. XIV), Chiaromonte, Racioppi, 2003

- Le dinamiche di Marino di Teana, Napoli, Microlab International, 2008

- Periplo della scultura di Marino di Teana nel suo paese natale: Teana, Lavello, Regione Basilicata, Comune di Teana, Ianus, 2009

- La città-scultura di Marino di Teana, Lagonegro, C.R.G. - Zaccara, 2015

- Poesie dialettali in chiaromontese, a cura di Valentino Vitale, Lagonegro, C.R.G. - Zaccara, 2016

- Marino Di Teana. La pittura i disegni, a cura di Valentino Vitale, Lagonegro, Zaccara, 2017

- Marino di Teana, Il viaggio di una stella vagabonda nel Micro-Macrocosmo senza principio e fine, a cura di Valentino Vitale, Lagonegro, Zaccara, 2020[2][3].

Pubblicazioni, convegni
- I percorsi di Marino, in Marino di Teana,  Potenza, Consiglio Regionale di Basilicata, 1989.
- Dalla Valle del Sinni alla Valle dell'Ippari alla ricerca di comuni radici - Ricordo di Margherita, ultima contessa di Chiaromonte di stirpe normanna  –  Relazione al convegno di Chiaramonte Gulfi sui conti normanni insediatisi in Chiaromonte, PZ e Chiaramonte Gulfi, RG, 1999.
- Severino Ferreri: religioso Rogazionista, testo di Carlo Calza e Giovanni Percoco  –  Chiaromonte, 2001.
- Fardella 1704-2004: Tracce di storia, Atti della giornata di studio  –  Consiglio Regionale della Basilicata, 2004 [4].

Collaborazioni
- Rainer Bigalke, Beiträge zur Kenntnis der Mundarten Mittel-Lukaniens, 1976, Westfälische Wilhelms-Universität zu Münster, dissertation

- Rainer Bigalke, Dizionario dialettale della Basilicata: con un breve saggio della fonetica, un'introduzione sulla storia dei dialetti lucani e note etimologiche, 1980, Heidelberg, Carl Winter

- Gerhard Rohlfs, Dizionario storico dei cognomi della Lucania, Ravenna, Longo, 1985

- Franco Noviello, Lingua, dialetto e poesia popolare in Basilicata, G. Percoco, Chiaromonte ieri ed oggi - Il bambino dalla nascita alla seconda infanzia - Costume e lessico a confronto, 1985, Atti del V Convegno di Storiografia lucana del 1980 in Castelgrande-Ruoti

- Giuseppe Appella, Calabria e Lucania, i luoghi, le arti, le lettere (con un saggio sui dialetti lucani di G. Percoco), Milano, Scheiwiller, 1990

- Marino di Teana, Marino di Teana, filosofo dello spazio, Testo di Giovanni Percoco, Stampato in occasione di Arte Fiera 2011 Bologna

- Marino di Teana, Il mio Federico. Da un colloquio con Giovanni Percoco sull'imperatore svevo e Re di Sicilia, Lagonegro, C.R.G., Zaccara, 2015

## Premi e riconoscimenti
- Diploma d’onore, Medaglia d’argento dal Centro Nazionale di Studi Pascoliani nel concorso a “tema libero” su soggetto Pascoliano” per la traduzione in latino del X Agosto di G. Pascoli in strofe alcaica, in occasione delle Celebrazioni Pascoliane in Basilicata  –  Matera, 1962.
- Premio Sirino d’Argento  –  Nemoli, 2012 [5].
- Premio Il Tassello  –  Latronico, 2015 [6].
- Premio letterario “Salva la tua lingua locale”  –  Roma, 2017 [7][8].
- Diploma di merito in occasione del premio "Poesia a Chiaromonte"  –  Chiaromonte, 2021.

- Il 28 settembre 2024 l'Amministrazione Comunale di Chiaromonte ha conferito la Benemerenza Civica[9] ed intitolato a Giovanni Percoco la Biblioteca Comunale[10].

Onorificenze
I suoi studi e le sue pubblicazioni hanno dato un contributo significativo per far conoscere e divulgare la storia e la cultura locale, le tradizioni e le arti e non da ultimo il dialetto chiaromontese.